# 石柱厅
29°55′17″N 118°16′53″E / 29.92139°N 118.28139°E
石柱厅即罗会炳宅，是中国安徽省黄山市徽州区呈坎镇呈坎村的一座大型明代民居建筑，位于呈坎村中心的钟英街。石柱厅由明代富商建造，前后三进，高三层，高10余米。牌坊式三层门楼高大，第一进客厅面积达700平方米，气势非凡。而第二进住宅面积不足100平方米，住房狭小，设有旋转楼梯。前后形成强烈反差。
2001年6月25日，石柱厅和呈坎村内共计22处明清古建筑，包括长春大社、罗会泰宅、文献祠、下屋三宅（含金汉龙宅、罗重光宅、章金标宅）、隆兴桥、环秀桥、燕翼堂、罗纯夫宅、罗润坤宅、钟英楼、首善儒宗宅门楼、罗永祈宅、罗会铮宅、罗子琴宅、汪闺秀宅、罗来林宅、杜欢喜宅、罗来滨宅、罗光荣宅等、以呈坎村古建筑群的名义，列为全国重点文物保护单位。
2013年，呈坎古村落被国家文物局列为全国3个文物保护样板工程试点之一，对“国保”建筑进行维修保护，创建可复制可推广的古建筑保护“呈坎模式”，并在全国推广。石柱厅属于其中的第一期修缮工程，采用原材料、原工艺，已通过验收。